# 貝雷茨維爾
贝雷茨维尔（德語：Bäretswil）是瑞士联邦苏黎世州欣维尔区的市镇。该市镇面积为22.19平方千米，海拔高度702米，2018年12月31日人口数为5,025。